# Sarni Żleb

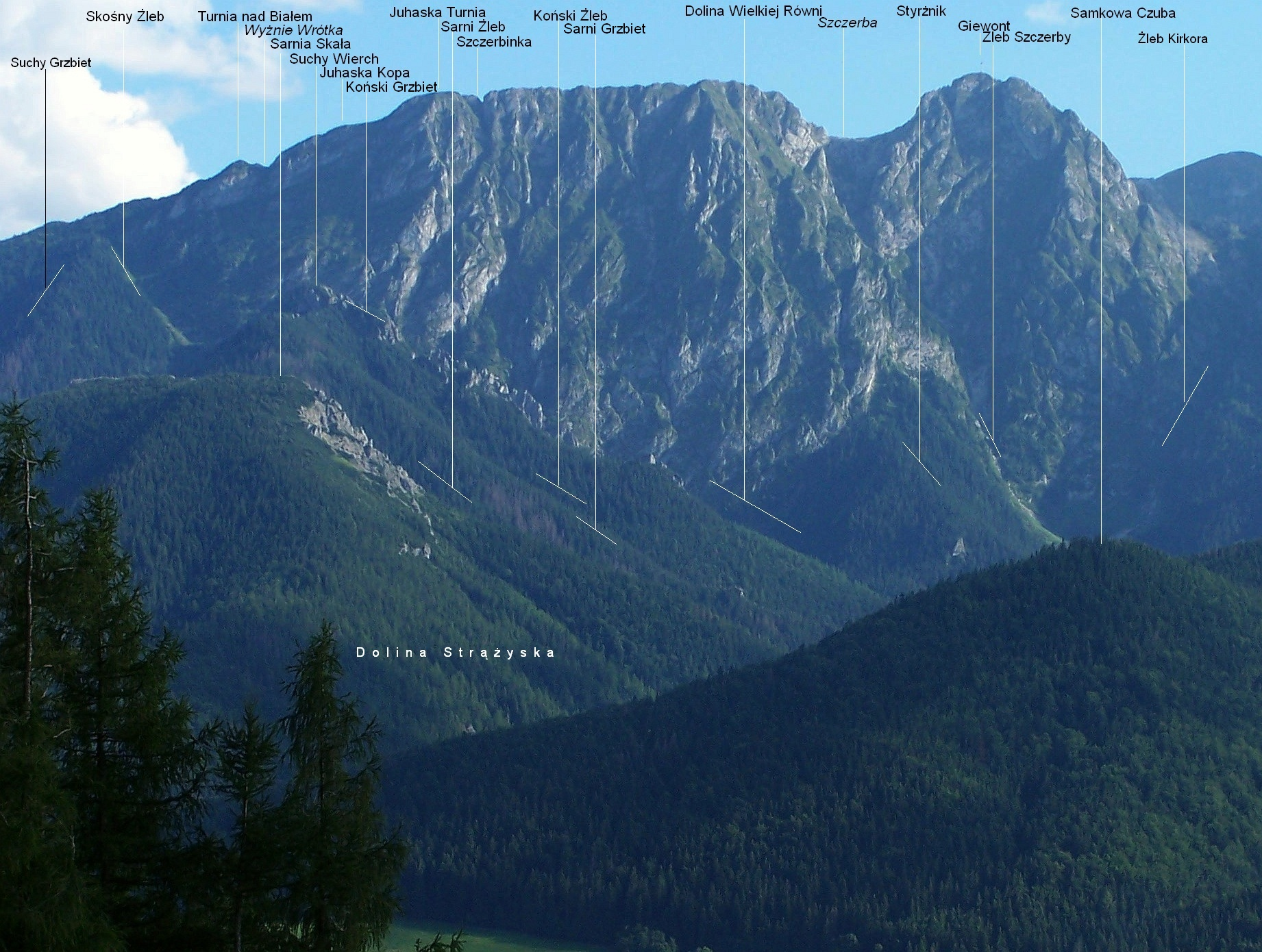
Sarni Żleb wśród podpisanych obiektów

Sarni Żleb – żleb w Dolinie Strążyskiej w polskich Tatrach Zachodnich. Opada spod Czerwonej Przełęczy w zachodnim kierunku (z niewielkim odchyleniem na północ). Jego wylot znajduje się nieco poniżej Polany Strążyskiej, na wysokości około 1020 m n.p.m. Żlebem spływa niewielki strumyk uchodzący do Strążyskiego Potoku. Żleb jest całkowicie porośnięty lasem.
Jest to głęboko wcięty i całkowicie zalesiony żleb. Od południowej strony jego zbocza tworzy Sarni Grzbiet, od północnej zachodnie stoki Sarniej Skały. Sarnim Żlebem prowadzi Ścieżka nad Reglami, odcinek z Czerwonej Przełęczy do Doliny Strążyskiej, ale nie jego dnem, lecz zboczami Sarniego Grzbietu.

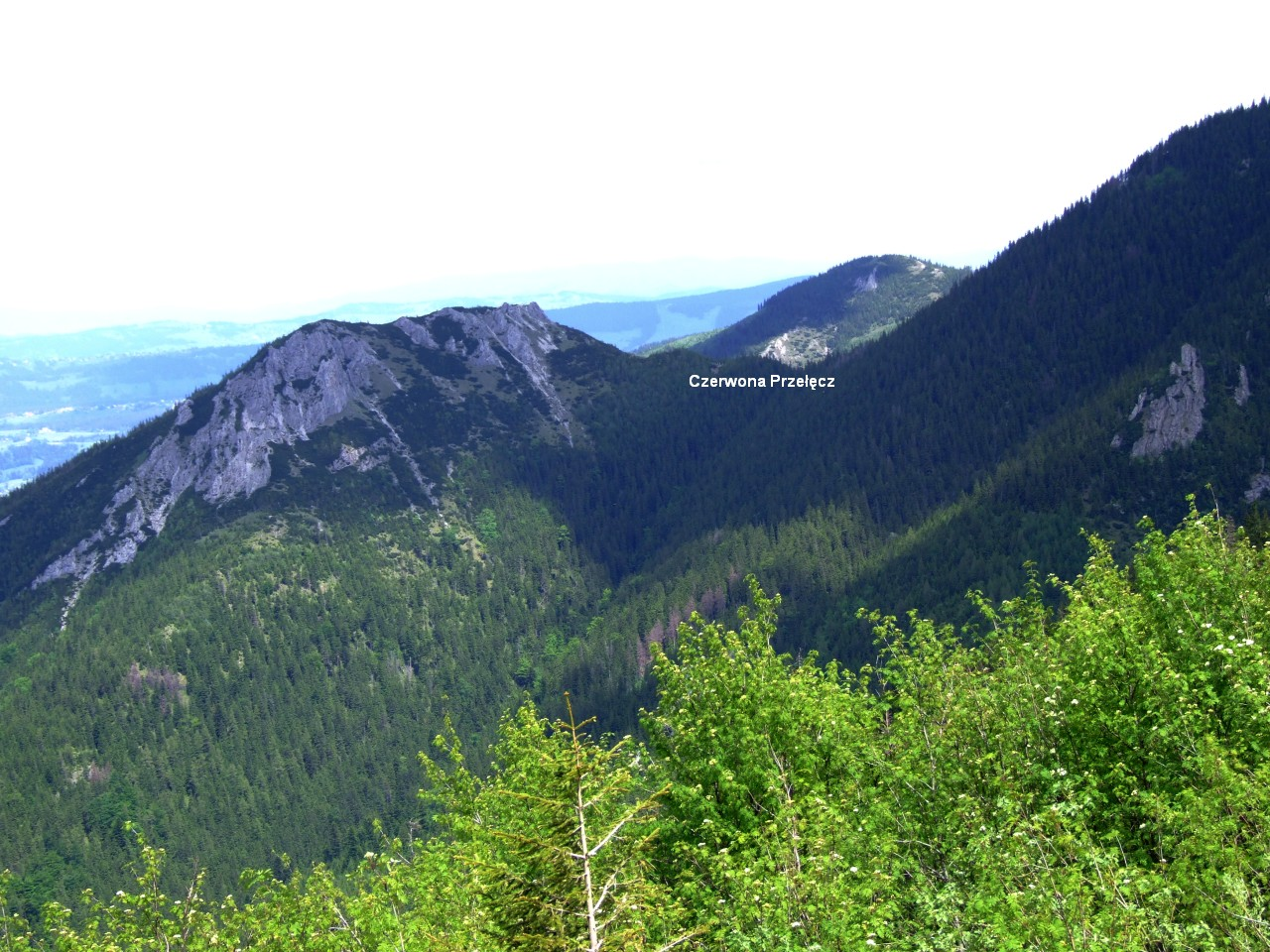
Widok z Grzybowca na Czerwoną Przełęcz i Sarni Żleb